# COCON KARASUMA
COCON KARASUMA（ココン カラスマ、古今烏丸）は、京都市下京区烏丸通四条水銀屋町にある、複合商業施設。

## 概要
もともとは京都丸紅本社屋として1936年（昭和11年）3月12日起工され、1938年（昭和13年）1月30日竣工した。設計監督は長谷部竹腰建築事務所（現・日建設計）。呉服を取り扱う、丸紅系の各社が入居した。戦後、連合国軍最高司令官総司令部(GHQ)に接収され事務所として使われていたものである。当時は丸紅が戦時統合により社名が大建産業となったことから大建ビルと呼ばれ、アメリカ陸軍第6軍及び第1軍団の司令部が置かれた。
その後、丸紅の手に戻り京都丸紅の事務所兼倉庫として使用されていた。関連子会社は、京都丸紅サービス（運送、保険）、紅寿苑である。
京都丸紅の事務所が烏丸五条北西角の新社屋へ移転することになったため、建築家の隈研吾の手により複合商業施設として再生され、2004年（平成16年）12月4日開業した。

## テナント
- 飲食店、雑貨店、ミニシアター（京都シネマ）、会員制サロン「京都経済倶楽部」、稲盛財団などのオフィスが入っている総合ビルになっている。
- 京都精華大学の学外アートスペースおよび作品販売店kara-S（カラス）が入居している[2]。前身であるshin-bi（シンビ、2010年7月末日をもって閉店）のリニューアル。
- α-stationの本社・スタジオが入居している（開局当初からの北区上賀茂松本町から移転）。

## 交通アクセス
- 京都市営バス・「四条烏丸」徒歩すぐ
- 京都市営地下鉄烏丸線・「四条駅」2番出口 四条烏丸西 直結
- 阪急京都線・「烏丸駅」23番出口 住友信託銀行口 直結、「烏丸駅」25番出口 住友信託銀行四条口 直結